# 산문
산문(散文) 은 리듬이나 운율에 구애받지 않고 형식이 없이 생각과 느낌을 자유롭게 쓴 글을 말한다. 운문과 상대적인 개념이다. 산문의 형식으로는 소설, 수필, 신문기사, 평론, 일기, 희곡 등이 있다.

## 역사
라틴어가 수많은 유럽 국가들의 산문 발전에 중대한 영향을 미쳤다. 특히 중요한 것은 로마의 라틴어 작가 마르쿠스 툴리우스 키케로를 통해서였다.(106 – 43 BC).

## 같이 보기
- 산문시